# Un interview
Un interview este o operă literară scrisă de Ion Luca Caragiale, care îi are ca protagoniști pe C.C. Dobrescu și N. Fleva. 